# Бонгард
Бонгард (нем. Bongard) — община в Германии, в земле Рейнланд-Пфальц. 
Входит в состав района Вульканайфель. Подчиняется управлению Кельберг.  Население составляет 239 человек (на 31 декабря 2010 года). Занимает площадь 6,64 км².